# Lethrinus
Lethrinus – rodzaj ryb z rodziny letrowatych.

## Klasyfikacja
Gatunki zaliczane do tego rodzaju:
| - Lethrinus amboinensis - Lethrinus atkinsoni - Lethrinus atlanticus - Lethrinus borbonicus - Lethrinus conchyliatus - Lethrinus crocineus - Lethrinus ehrenbergii - Lethrinus enigmaticus - Lethrinus erythracanthus - Lethrinus erythropterus - Lethrinus geniguttatus - Lethrinus genivittatus - Lethrinus haematopterus - Lethrinus harak - Lethrinus laticaudis | - Lethrinus lentjan - Lethrinus mahsena - Lethrinus microdon - Lethrinus miniatus - Lethrinus nebulosus - Lethrinus obsoletus - Lethrinus olivaceus - Lethrinus ornatus - Lethrinus ravus - Lethrinus reticulatus - Lethrinus rubrioperculatus - Lethrinus semicinctus - Lethrinus variegatus - Lethrinus xanthochilus |

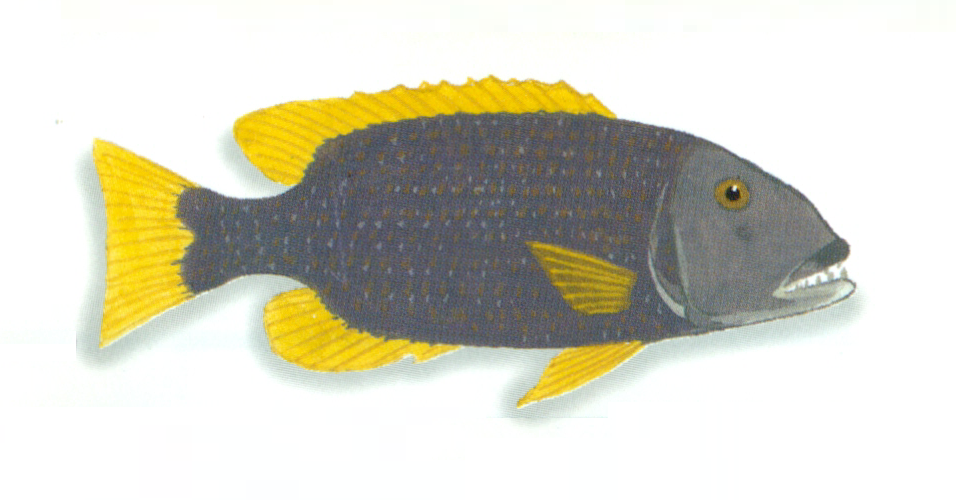
Lethrinus erythracanthus
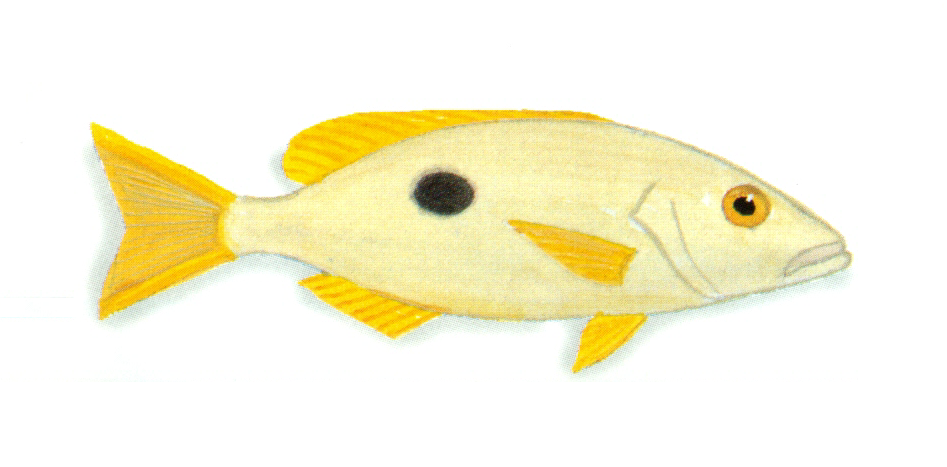
Lethrinus harak
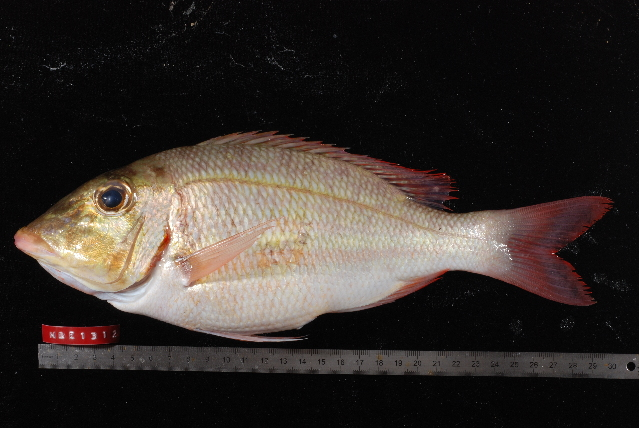
Lethrinus lentjan
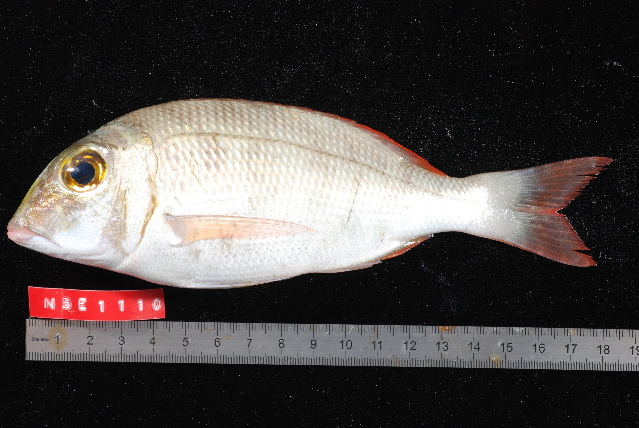
Lethrinus mahsena
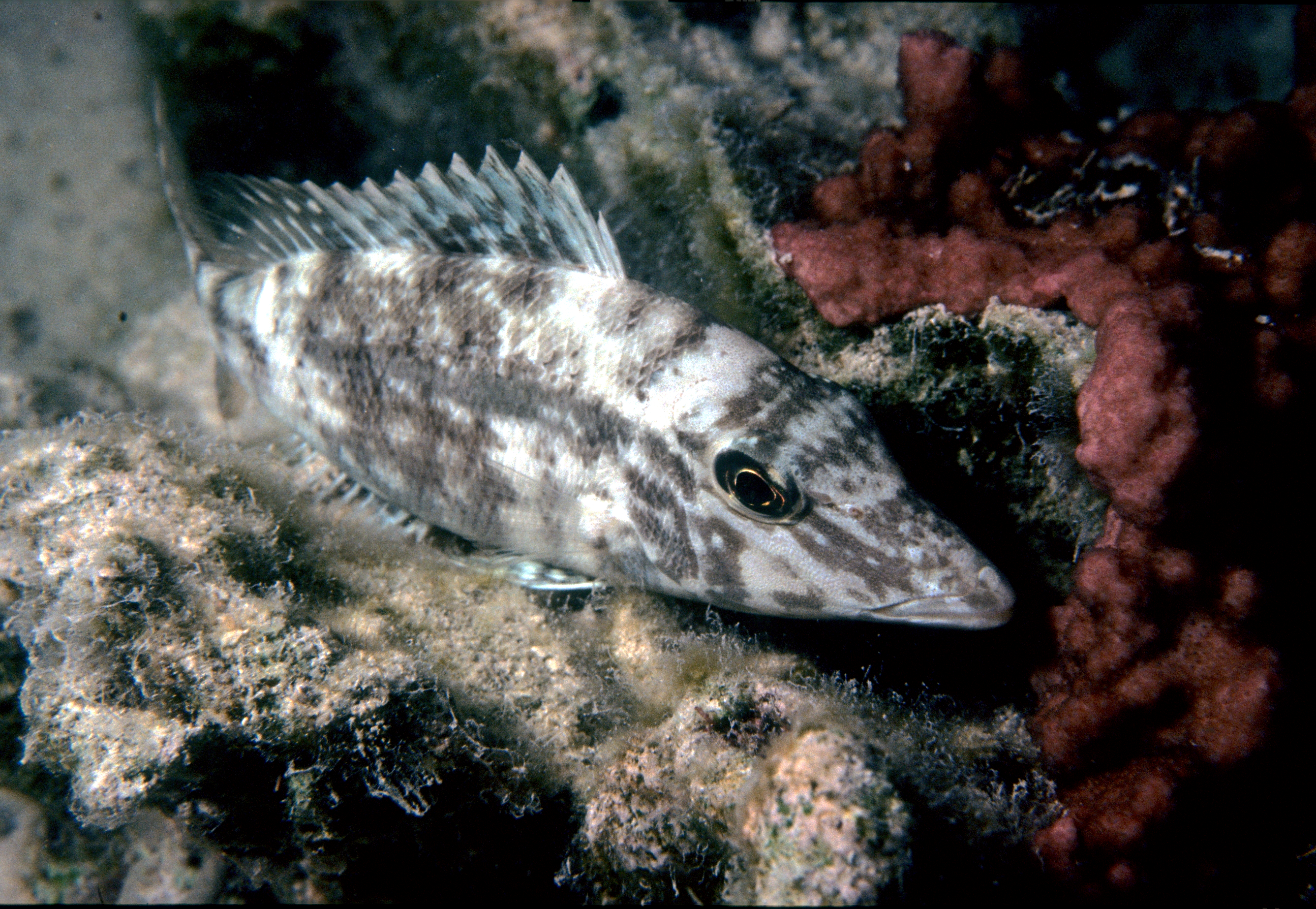
Lethrinus microdon
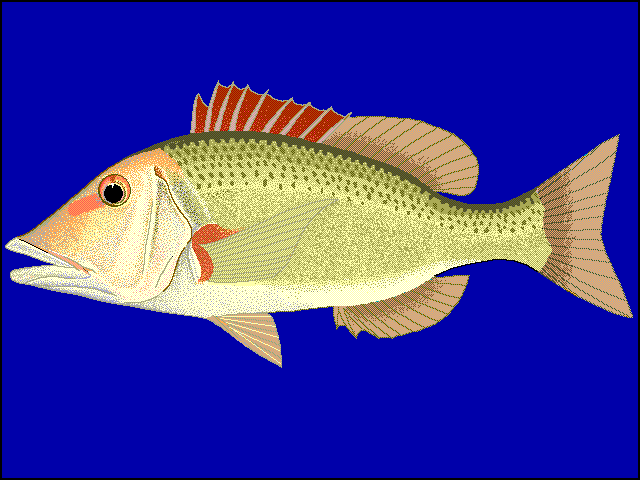
Lethrinus miniatus
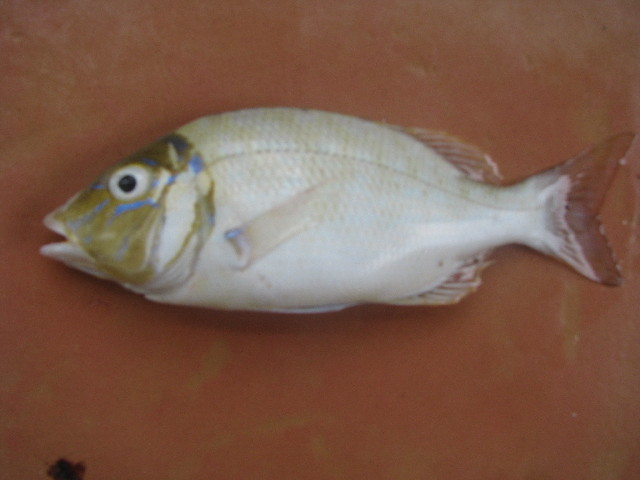
Lethrinus nebulosus
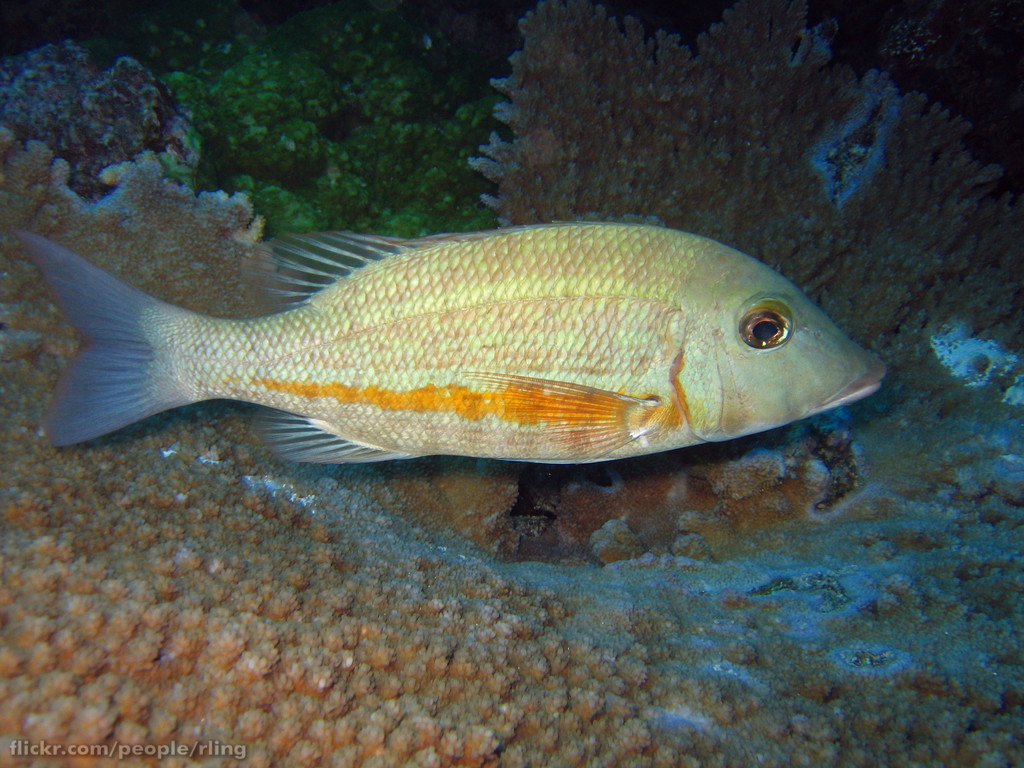
Lethrinus obsoletus
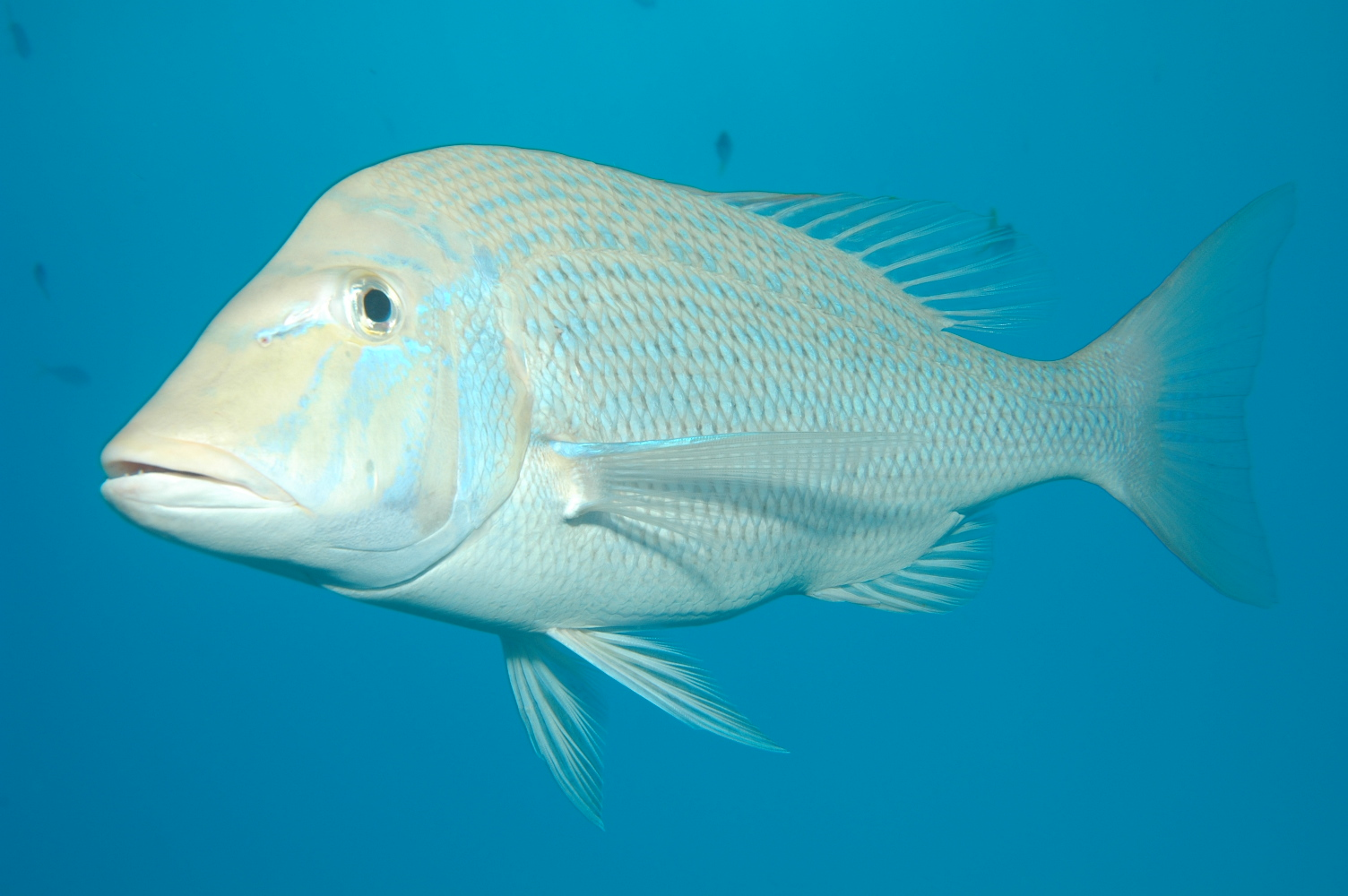
Lethrinus olivaceus